# Kniphofia thomsonii
Espèce
Classification APG III (2009)
Kniphofia thomsonii est une espèce de plantes à fleurs de la famille des Liliaceae selon la classification classique, ou à celle des Asphodelaceae (optionnellement celle des Xanthorrhoeaceae) selon la classification phylogénétique.
Cette espèce est originaire d'une zone qui va de l'Éthiopie au nord de la Tanzanie.

## Variétés
- Kniphofia thomsonii var. snowdenii (C.H.Wright) Marais
- Kniphofia thomsonii var. thomsonii

## Synonyme
- Kniphofia rogersii E.A.Bruce (synonyme à Kniphofia thomsonii var. thomsonii)